# Tadeusz Kawala

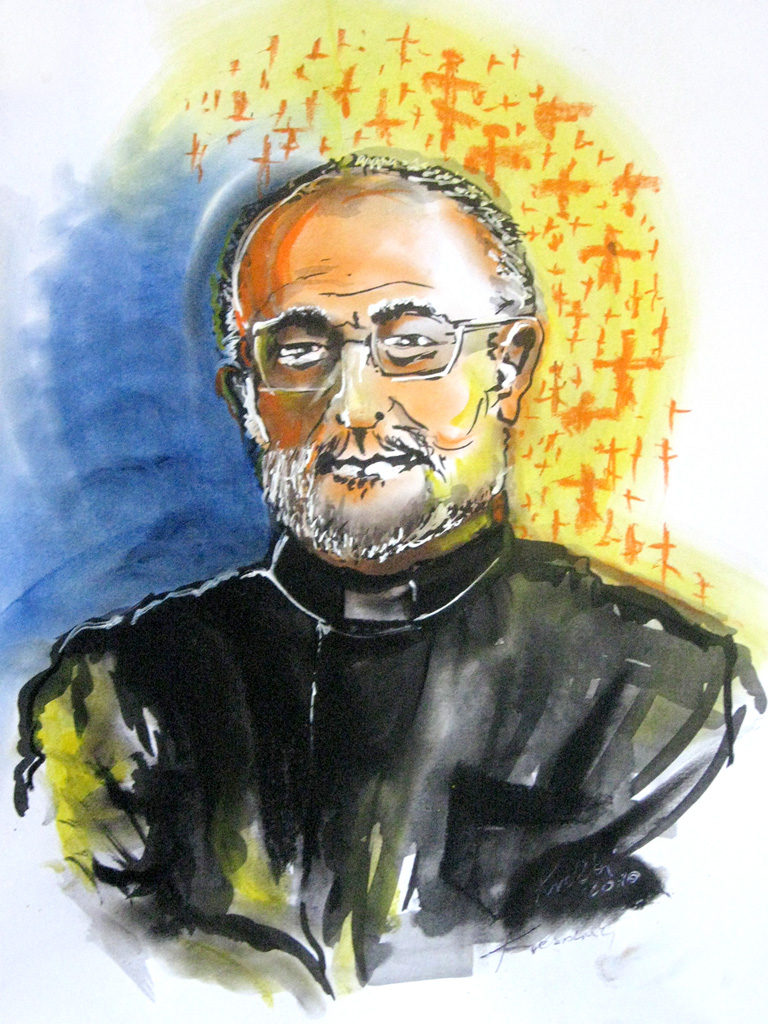
Portret Księdza Tadeusza Kawali – In Memoriam, Zbigniew Kresowaty, 2010

Tadeusz Eugeniusz Kawala (ur. 8 kwietnia 1951 w Zamościu, zm. 23 kwietnia 2009 w Lublinie) – polski duchowny katolicki, birytualista, prałat – kapelan Ojca Świętego, wieloletni proboszcz parafii pw. Przenajświętszej Trójcy w Chełmie, dziekan dekanatu Chełm–Zachód, kanonik gremialny kapituły chełmskiej.

## Życiorys
Po ukończeniu szkoły podstawowej (1965) rozpoczął naukę w Liceum Ogólnokształcącym im. Jana Zamoyskiego w Zamościu, gdzie zdał egzamin maturalny (1969). Studiował na wydziale humanistycznym Katolickiego Uniwersytetu Lubelskiego, wybierając jako kierunek studiów historię. Studia historyczne ukończył w 1974 uzyskując jedynie absolutorium (nie napisał pracy magisterskiej). Po wstąpieniu do Wyższego Seminarium Duchownego w Lublinie (1974) rozpoczął studia na Wydziale Teologii KUL. Studia ukończył w 1979 otrzymując tytuł magistra teologii. Święcenia kapłańskie otrzymał 17 czerwca 1979 w Lublinie z rąk bpa Bolesława Pylaka, a mszę prymicyjną odprawił w rodzinnej parafii św. Michała Archanioła w Zamościu. Po studiach był wikariuszem w parafiach: Przemienienia Pańskiego w Sawinie (1979–1980), św. Stanisława Biskupa w Biskupicach Lubelskich (1980), św. Anny w Lubartowie (1980–1982) i sanktuarium Najświętszej Maryi Panny w Krasnobrodzie (1982–1985).
W 1985 został skierowany na studia doktoranckie w kierunku teologia porównawcza w Instytucie Ekumenicznym Katolickiego Uniwersytetu Lubelskiego (1985–1987). Podczas studiów włączał się w podejmowane w Lublinie prace na rzecz dialogu ekumenicznego. Pełniąc, w latach 1986–1990, funkcję referenta Kurii Biskupiej ds. ekumenicznych, regularnie uczestniczył w spotkaniach modlitewnych wiernych Kościoła katolickiego z przedstawicielami innych Kościołów chrześcijańskich, prawosławnego, mariawitów oraz polskokatolickiego. Kurs doktorancki ukończył 1 czerwca 1987. W 1988 zdał egzamin licencjacki i zakończył studia specjalistyczne.
Dobrze znał język ukraiński, rosyjski oraz stosowany w liturgii wschodniej, język cerkiewnosłowiański. Pozwoliło mu to sprawować liturgię w rycie bizantyjsko-słowiańskim. Posiadając indult birytualizmu, udzielony przez Prymasa Polski w 1985, podjął pracę w unickiej parafii św. Nikity Męczennika w Kostomłotach – jedynej w Polsce parafii katolickiej obrządku bizantyjsko-słowiańskiego (neounickiej). W 1988 Prymas Polski mianował go na dwa lata wikariuszem w tej parafii.
16 września 1990 został mianowany na urząd proboszcza parafii św. Barbary w Turowcu, w której pracował osiem lat. W latach 1998–2009 był proboszczem parafii pw. Przenajświętszej Trójcy w Chełmie, gdzie piastował stanowisko wicedziekana (2001–2003) i dziekana dekanatu Chełm–Zachód (2003–2009). W 2005 otrzymał honorowy tytuł prałata. Od 2008 był Kanonikiem Gremialnym Kapituły Chełmskiej, sprawował także funkcję referenta Rady Ekumenicznej przy Kurii Metropolitalnej w Lublinie. Za szczególną postawę ekumeniczną, którą wdrażał na terenie wielowyznaniowego Chełma oraz w indywidualnym duszpasterstwie wiernych, otrzymał Order Św. Marii Magdaleny Równej Apostołom. Był znawcą sztuki, ekspertem i kolekcjonerem ikon.
Ks. Tadeusz Kawala zmarł w szpitalu onkologicznym w Lublinie. Miał 58 Lat